# Nagurus onisciformis
Nagurus onisciformis là một loài chân đều trong họ Trachelipodidae. Loài này được Schmoelzer miêu tả khoa học năm 1974.